# I Will (비틀즈의 노래)
〈I Will〉은 비틀즈의 1968년 음반 《The Beatles》에 발매된 비틀즈의 노래이다. 이 곡은 폴 매카트니(레논-매카트니가 수여됨)가 쓴 것으로 리드 보컬, 기타, 그리고 "보컬 베이스"를 선 보였다.

## 배경
〈I Will〉은 인도의 리시케시에 있는 동안 비틀즈와 그들의 동료들에 의해 작곡된 노래들 중 하나였다. 비록 그 음악이 꽤 쉽게 합쳐지기는 했지만, 이 단어들은 인도에서 사용되었고, 런던에서 녹음이 시작되었을 때조차도 미완성 상태로 남아 있었다.

## 녹음
이 조용한 노래는 67번의 노래가 필요했고, 조지 해리슨은 연주를 하지 않았다(비틀즈 세션 중에, 비틀즈는 종종 별도의 스튜디오에서 녹음을 했다).

## 참여 인원
- 폴 매카트니 – 리드와 백 보컬, 어쿠스틱 기타, "보컬 베이스"
- 존 레논 – 퍼커션, 마라카스
- 링고 스타 – 봉고, 심벌즈

이언 맥도널드가 참여함.

## 커버 버전
- 휴 마세켈라는 이 곡을 1970년 음반 《Reconstruction》에 수록했다.
- 레게 커버가 존 홀트에 의해 만들어졌고 1976년 그의 음반 《2000 Volts of Holt》에 발표되었다.[4]
- 이 노래는 아네트 베닝과 워런 비티가 출연한 1994년 로맨틱 영화 러브 어페어에서 불렀다.
- 피시는 《Live Phish Volume 13》 음반에 실렸다.[5]
- 1995년 앨리슨 크라우스는 자신의 음반 《Now That I've Found You: A Collection》을 위해 이 곡의 커버를 녹음했다.
- 다이애나 로스는 자신의 2007년 음반 《I Love You》의 곡을 수록했다.
- 개리슨 케일러는 라디오 쇼 "A Prairie Home Companion"에서 이 노래를 불렀다.
- 제임스 테일러 & 칼리 사이먼의 아들 벤 테일러는 1995년 영화 "바이 바이 러브"의 곡을 녹음했고 그의 음반도 원래의 사운드트랙 음반에 담겨 있다.
- 조너선 콜턴은 자신의 음반 《Thing a Week Two》에서 이 곡을 수록했다.
- 팀 커리는 그의 첫 번째 음반인 《Read My Lips》에서 이 곡의 레게 버전을 했다.
- 아트 가펑클은 그의 1997년 음반 《Songs from a Parent to a Child》에서 노래를 불렀다.
- 알 디 메올라는 그의 2013년 CD 《All Your Life》에 수록되어 있다.